# Mistrovství Jižní Ameriky ve fotbale 1957 (soupisky)
Soupisky na Mistrovství Jižní Ameriky ve fotbale 1957, které se hrálo v Peru:
Týmy  Bolívie a  Paraguay se vzdaly účasti.

## Soupisky
Argentina
 Antonio Roma, Rogelio Domínguez, Néstor Rossi, Pedro Dellacha, Juan Giménez, Federico Vairo, Ángel Schandlein, Jorge Benegas, Juan Guidi, Osvaldo Héctor Cruz, Héctor De Bourgoing, David Iñigo, Oscar Mantegari, Fedrico Pizarro, Humberto Maschio, José Sanfilippo, Roberto Brookes, Juan Castro, Omar Corbatta, Miguel Juárez, Omar Sívori, Antonio Angelillo
 Trenér: Guillermo Stábile

  Brazílie
 Gilmar, Édgar, Carlos Castilho, Nílton Santos, Olavo, Oreco, Paulinho, Djalma Santos, Hilderaldo Bellini, Édson, Zózimo, Cláudio, Didi, Dino Sani, Roberto Belangero, Zito, Evaristo, Garrincha, Índio, Joel, Pepe, Zizinho
 Trenér: Osvaldo Brandão

  Uruguay
 Walter Taibo, Rodger Bernardico, José Santamaría, Walter Marichal, Carlos Correa, Roque Fernández, Jesús Castro, Luis Alberto Miramontes, Néstor Gonçalves, Edgardo González, José Lescano, Ariel Fernández, Omar Méndez, Rodolfo Pippo, Walter Roque, Luis Campero, Carlos Carranza, José Sasía, Javier Ambrois, Valentín Percíncula,
Oscar Vilariño
 Trenér: Juan López

 Peru
 Rigoberto Felandro, Rafael Asca, Víctor Salas, Víctor Benítez, Aldo Cavero, Guillermo Delgado, Willy Fleming, René Gutiérrez, Dante Rovay, Joe Calderón, Mario Minaya, Máximo Mosquera, Manuel Rivera, Juan Joya, Carlos Lazón, Valeriano López, Daniel Ruiz, Roberto Castillo, Juan Seminario, Juan Bassa, Jacinto Villalba, Alberto Terry
 Trenér: György Orth

 Kolumbie
 Ingerman Benítez, Efraín Sánchez, Faustino Abadía, Ricardo Díaz, Rodolfo Escobar, Francisco Zuluaga, Humberto Álvarez, Luis Alberto Rubio, Israel Sánchez, Jaime Silva, Rogelio Sinisterra, Roaldo Viáfara, Julio Andrade, Julio Aragón, Carlos Arango, Alejandro Carrillo, Delio Gamboa, Jaime Gutiérrez, Guillermo Mendoza, Lauro Mosquera, Luis Alberto Valencia
 Trenér: Pedro Ricardo López

 Chile
 Misael Escuti, Francisco Nietzsche, Mario Torres, Rodolfo Almeida, Caupolicán Peña, Isaac Carrasco, Carlos Cubillos, Ramiro Cortés, Daniel Morales, Gonzalo Carrasco, Mario Ortiz, Sergio Valdés, Sergio Espinoza, José Fernández, Jesús Picó, Andrés Prieto, Jaime Ramírez Banda, Jorge Oliver Robledo, Leonel Sánchez, Carlos Tello, Carlos Verdejo, Raúl Aguila
 Trenér: José Salerno

 Ekvádor
 Cipriano Yu Lee, Alfredo Bonnard, Raúl Argüello, Honorato Gonzabay, Luciano Macías, Ezio Martínez, Carlos Sánchez, Rómulo Gómez, Jaime Galarza, Julio Caisaguano, Daniel Pinto, César Solorzano, Enrique Cantos, Clímaco Cañarte, José Vicente Balseca, Jorge Larraz, Isidro Matute, Antonio Colón Merizalde, Júpiter Miranda, Hugo Pardo, Gonzalo Salcedo, José Vargas
 Trenér: Eduardo Spandre